# ウィングレット

ボーイング737におけるウィングレット有無と翼端渦の比較

ウィングレット（winglet）とは、航空機の主翼端に取り付けられる小さな翼端板のことである。語源としてはwing「翼」＋let「小さいもの」すなわち「小さい翼」 の意である。

## 概要
翼端が空中を移動すると、翼端後方には翼端渦と呼ばれる空気の渦が発生するが、これは翼端を後方に引く力を発生させ、空気抵抗（誘導抗力）を増大させる。ウイングレットは翼端附近の空気の流れを整流することで翼端渦を減少、あるいは発生方向を上方に移動させ、空気抵抗を減らし、燃費を向上させる効果がある。
翼端板の存在やある程度の効果は第二次世界大戦以前から知られていた。しかし、必要性のある航空機需要の少なさから、本格的な実用開発の試みはいったん途絶えた。
本格的な航空機体向けのウイングレットは1970年にNASAのリチャード・T・ウィットコムが改良し提唱した。条件にもよるが、旅客機運航で一般におよそ4%から5%程度の燃料を節減できるとされている。燃料削減効果は長距離の路線ほど大きくなる。ボーイング747-400Dなど、短距離の路線に使用される機材では燃料削減効果が少ないことや空港設備や運用の問題から装備しないこともある。
機体の製造時に装備される場合が多いが、航空機メーカーやサードパーティー製の改修キットにより後付けされる場合もある。近年の原油価格の高止まりにより、ウイングレットを後付けする改修を施しても、その後の運航における燃料費削減で十分に改修費用の回収が可能として、これを行う航空会社も増加している。例えば日本国内では、全日本空輸（ANA）が日本国内で初めて、2009年以降ボーイング767-300ER16機にウイングレットを順次装着することを決定している。
過去のリアジェットでは翼端にウイングチップ燃料タンクを装備していたが、ウィングレット程ではないが若干の効果を発揮していたとされる（現行機ではウィングレットを装備）。

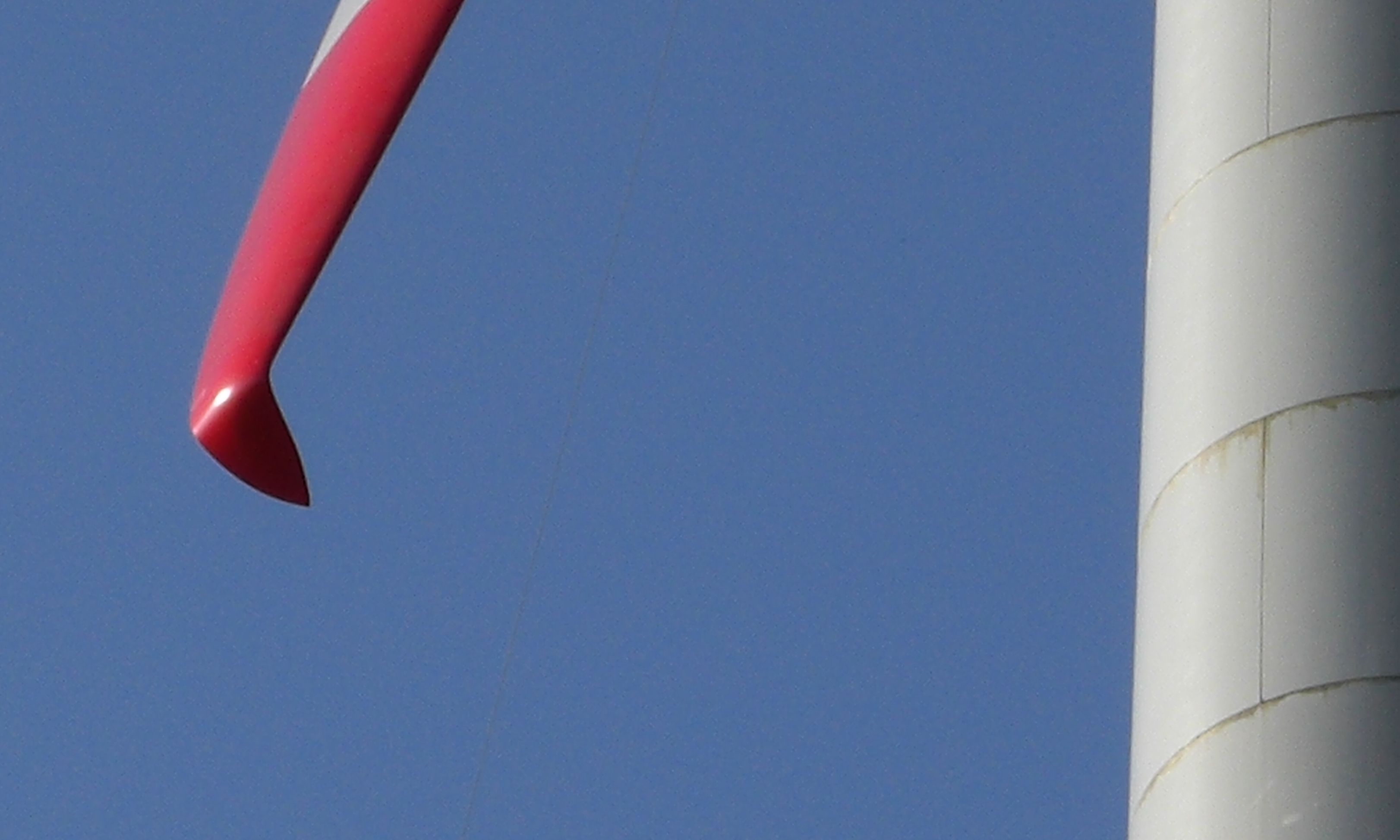
風車の翼端

同様の抵抗軽減効果を狙い、プロペラ機のプロペラやヘリコプターのメインローター、風力発電用の風車などの端に似た形状のものが装着される例や、安定性を高めるため水平尾翼の端に装着する例（アグスタウエストランド AW139など）もある。自動車の車体に取り付けられるスポイラーやGTウイング等のリアウイングは翼断面をしているため、翼端から発生する翼端渦を抑制するために翼端板が取り付けられている。

## 種類

### ウィングレット

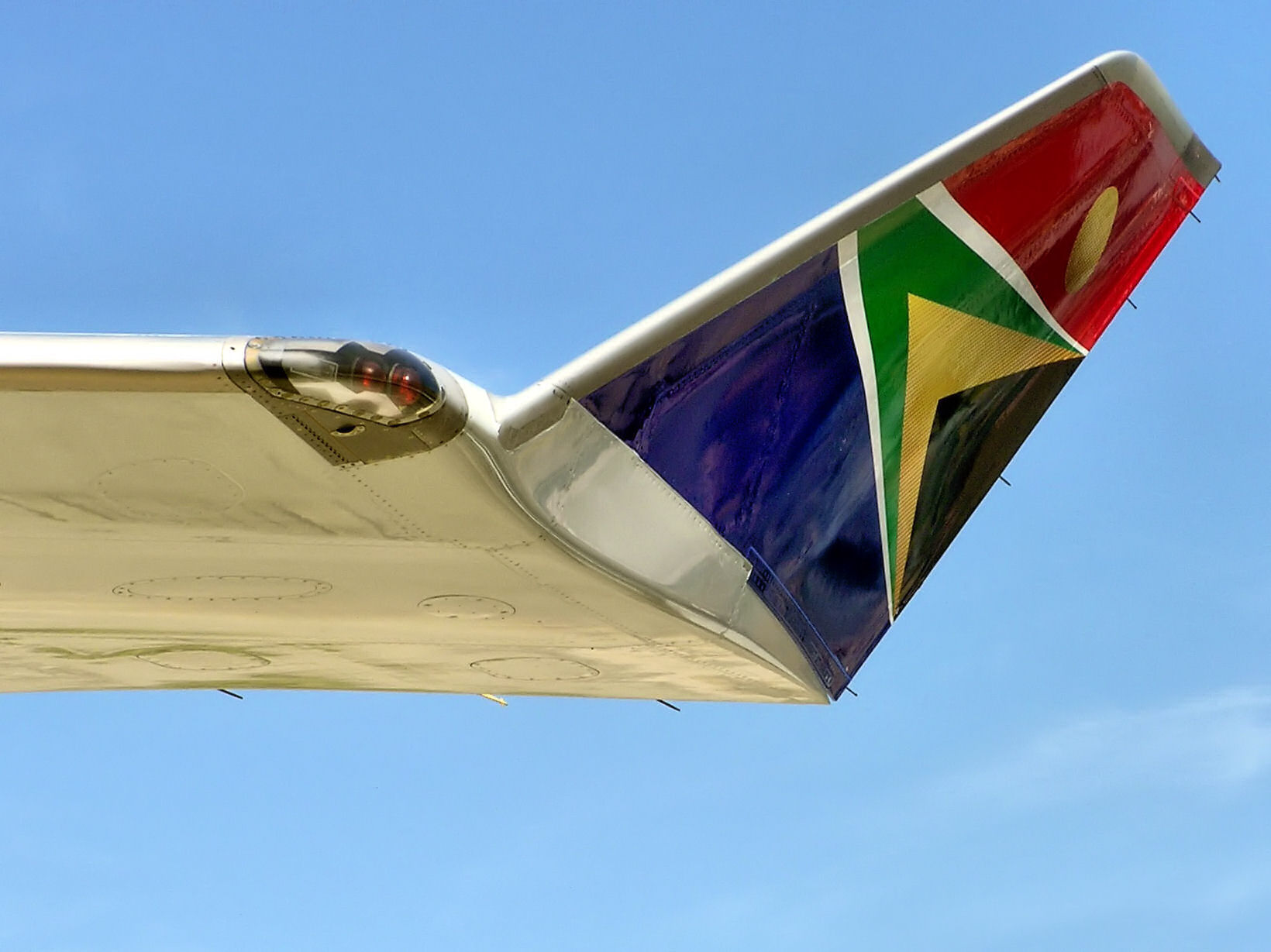
ボーイング747-400のウィングレット

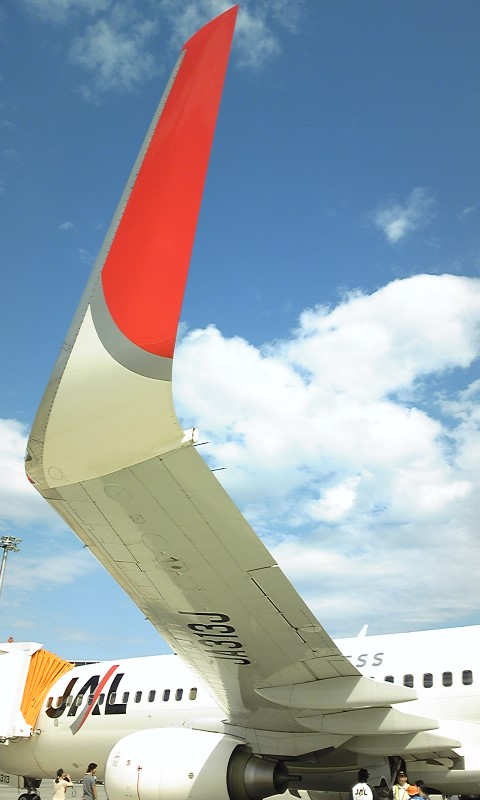
ボーイング737-800のウィングレット

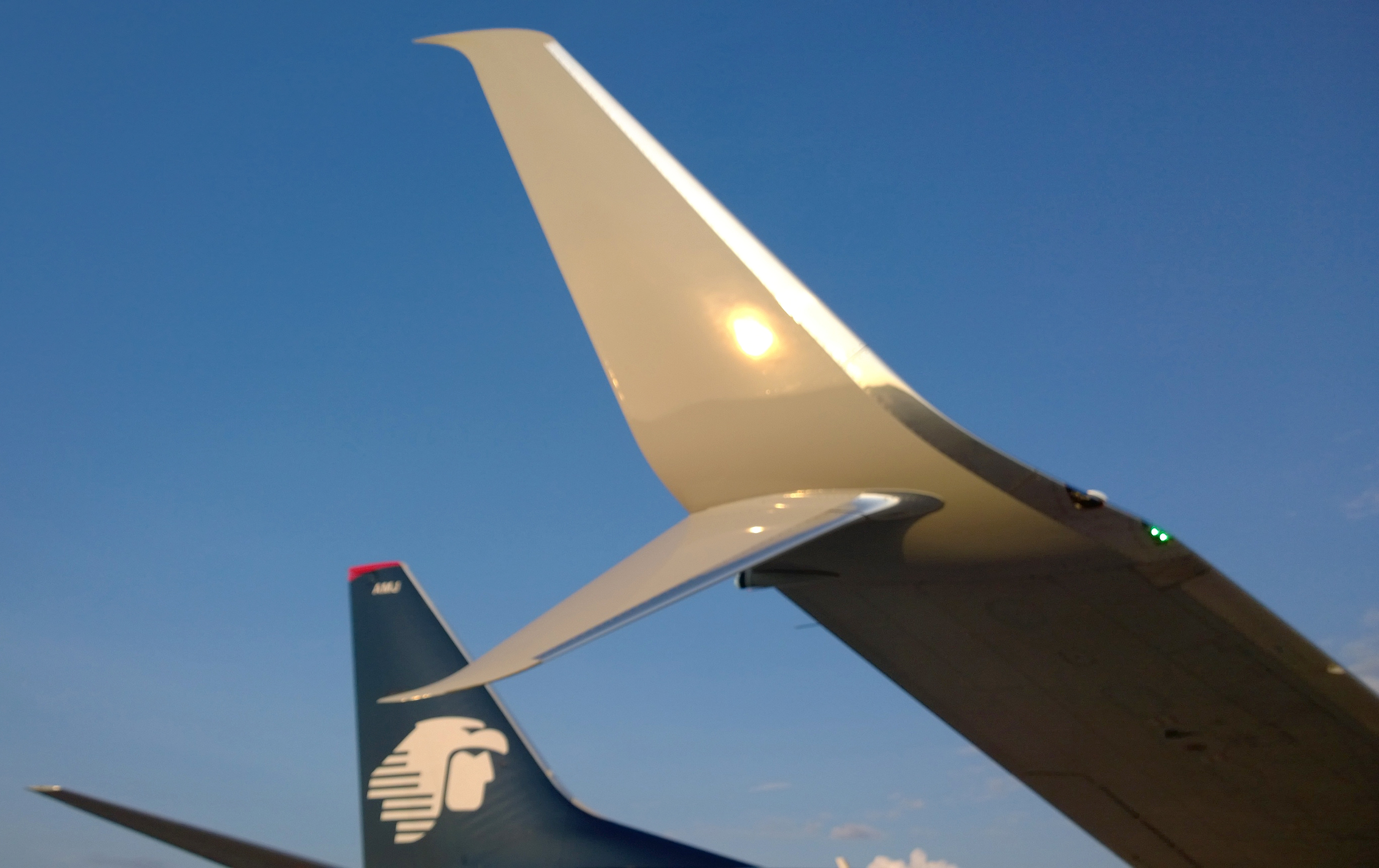
ボーイング737-800のシミタール・ウィングレット

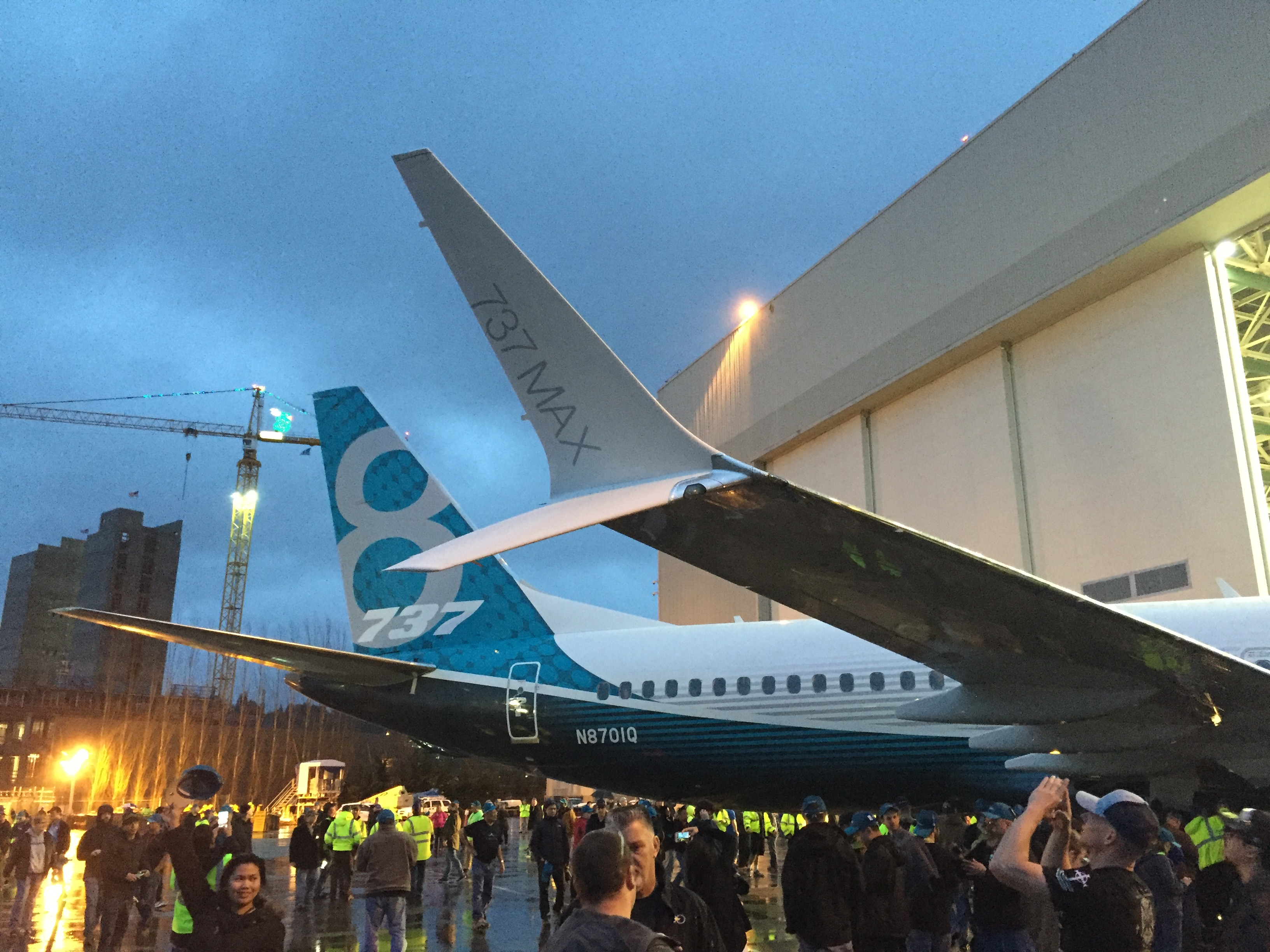
ボーイング737MAXシリーズの翼端

垂直尾翼に似た形状のもの。翼端からなめらかに連続した形状のものは特にブレンデッド・ウイングレットと呼ばれる。
また、エアバス社はA320シリーズに装着されるものをシャークレットと呼称している。
垂直尾翼と似た塗装が施される場合が多い。
- Mitsubishi SpaceJet - 標準。形状の連成最適化にCAE技術を応用したシミュレーションにより設計されている。
- HondaJet : 標準
- ボーイング727 - 後付け。スーパー27と言われる、米国内のメーカーでエンジン換装等の改造と同時に施行（主に-100型）。
- ボーイング737-100/-200 - 後付け。1機のみ存在。
- ボーイング737-300/-400/-500 - 後付け。サウスウエスト航空の-300型等､B737NG（-600~-900型の総称）と同じウィングレットを搭載した機体も存在する。
- ボーイング737-NGシリーズ/MAXシリーズ - オプション装備。アラスカ航空､ユナイテッド航空､サウスウエスト航空の一部機体にはボーイング737で形状が三日月刀に見えるシミタール・ウィングレットと呼称される新型ウィングレットで運航されている。[注釈 1] また､-600型はオプション装備可能ながら､実装機体は存在しない。
- ボーイング747-300 -タイ国際航空などが所有していた。スターアライアンス塗装を纏った機体も存在した。
- ボーイング747-400 - 国内線仕様-400D[注釈 2] と改造型-400LCF[注釈 3] を除き、標準装備
- ボーイング757-200/-300 - 後付け。ブレンデッド･ウィングレット。
- ボーイング767-300ER - 後付け。一部機体は､製造時から装備されている。ブレンデッド･ウィングレット。
- エアバスA320 - オプションで装備可能なほか、後付けも可能。シャークレットと呼称される。標準では後述のウイングチップが装備されている。
- エアバスA330 - 標準装備
- エアバスA340 - 標準装備
- エアバスA350 - 標準装備
- マクドネル・ダグラス MD-11 - 標準装備
- マクドネル・ダグラス C-17グローブマスターIII - 標準装備
- ガルフストリーム II/III/IV/V/G500/G550 - II以外は標準装備。IIは後付け。
- ボンバルディア CRJ - 標準装備
- エンブラエル E-Jet - 標準装備
- ビーチクラフト キングエアシリーズ - C90GTx/250/350に標準装備。これら以外のモデルに後付けできるものもある。
- レイセオン・ビーチ1900シリーズ - 水平尾翼に標準装備。1900Dでは主翼端にも装備している。
- ツポレフ Tu-204 - 標準装備
- イリューシン Il-96 - 標準装備
- 他多数

### ウィングチップ・フェンス
矢じりのような形状。

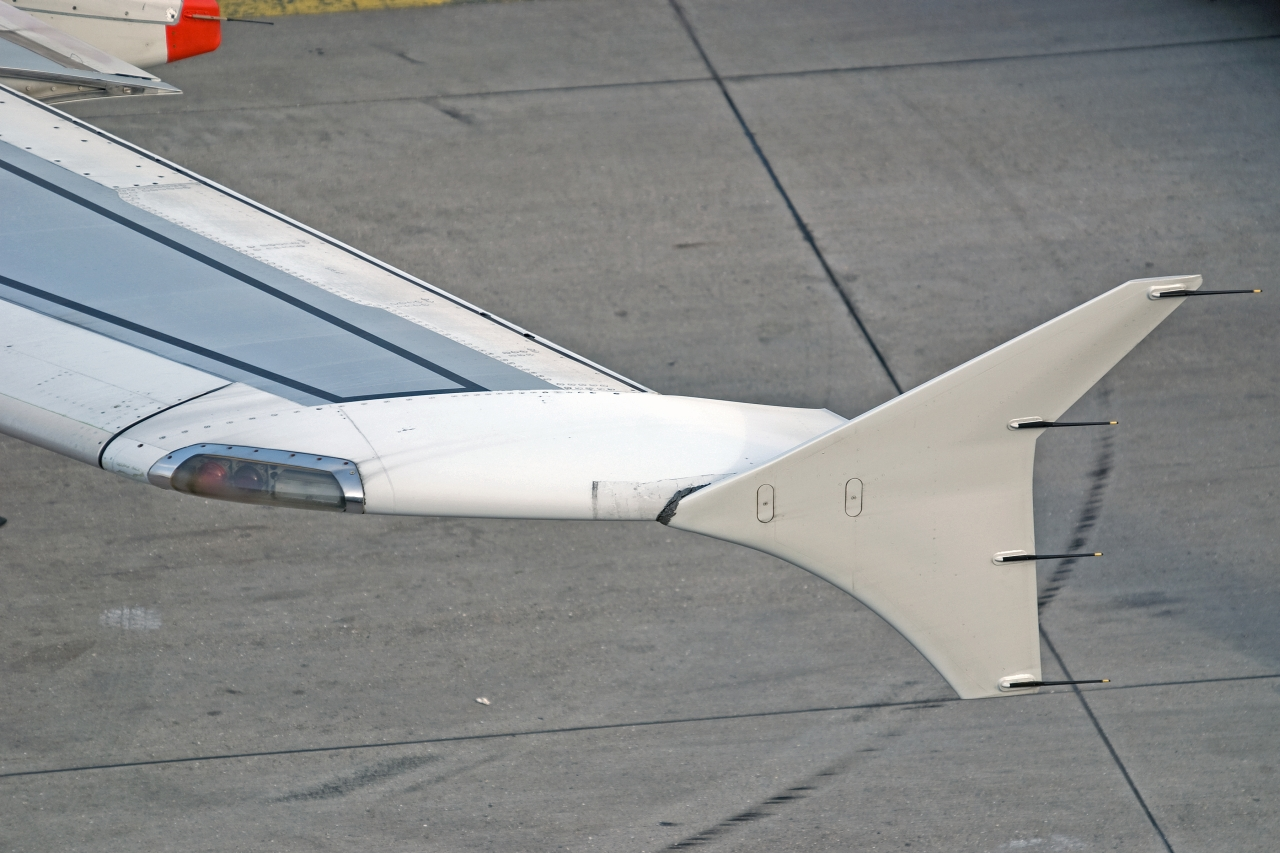
エアバス機のウィングチップ

- エアバスA300-600R - A300の第一世代機種はウィンチップフェンスが装着されていない。
- エアバスA300-600ST(ベルーガ) - A300-600Rを元に開発されたエアバス社内部品輸送専用機。
- エアバスA310-200/-300
- エアバスA318-100
- エアバスA319-100 - オプションでシャークレットに変更可能。
- エアバスA320-200 - オプションでシャークレットに変更可能。標準装備なので、LCC機材で最も多く見られる。
- エアバスA321-100/-200 - オプションでシャークレットに変更可能
- エアバスA380-800 - 従来機は標準装備、A380Plusではボーイング737NG、MAXで装着されているシミタール・ウィングレットに近い形状の物を装着

### レイクド・ウィングチップ
主翼端に後退角をつけたもの。

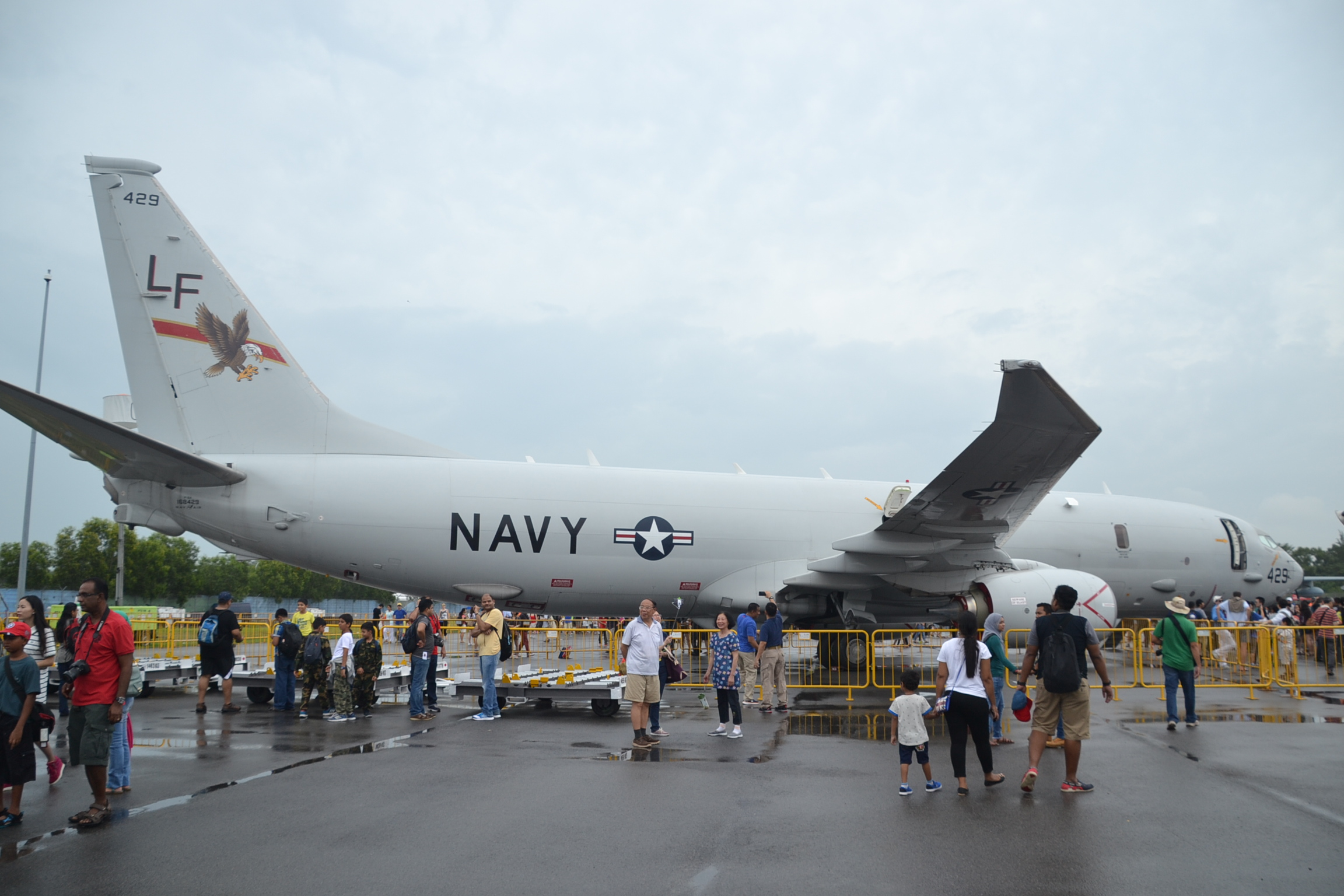
P-8Aの翼端

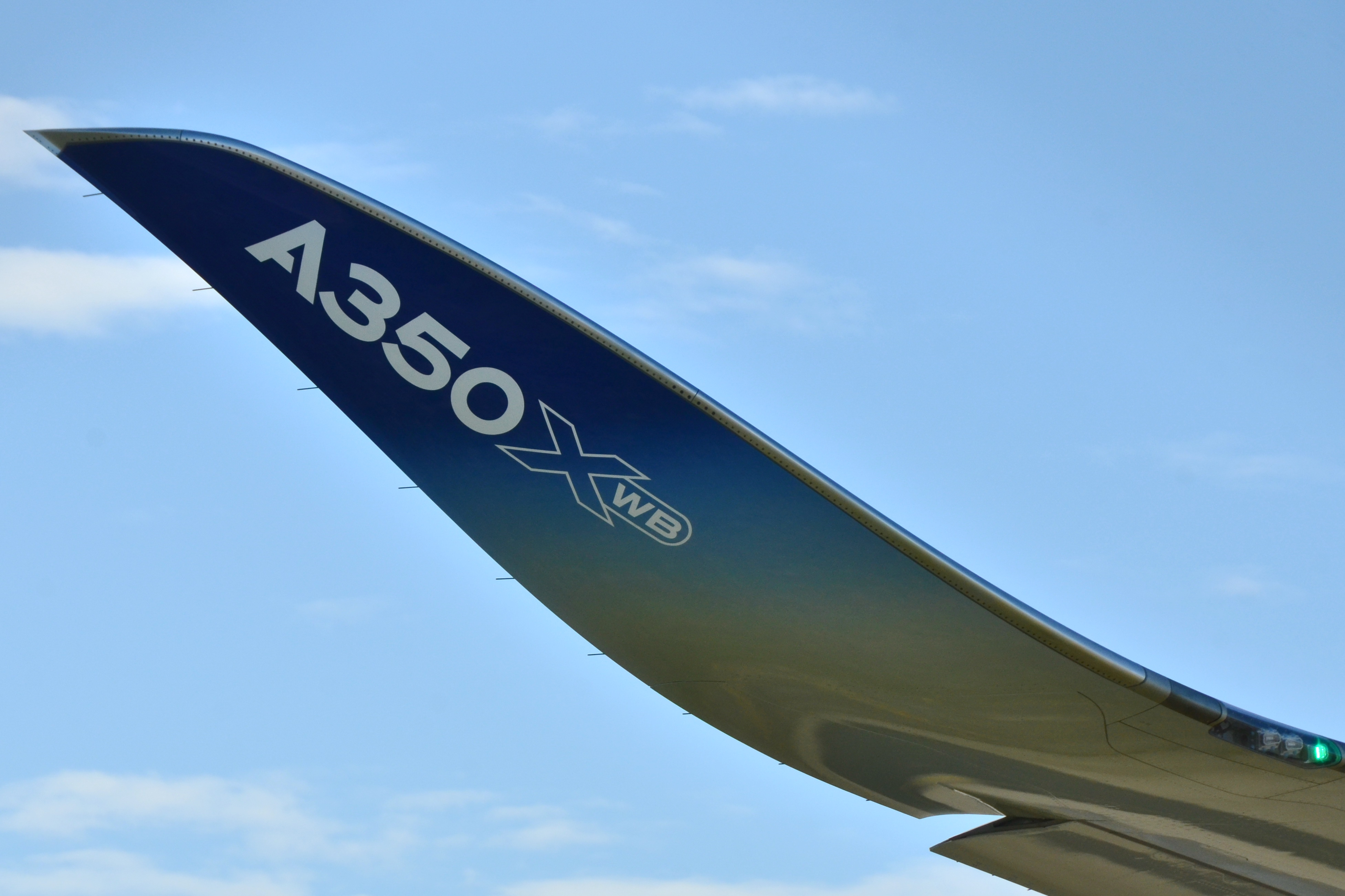
A350 XWBの翼端

- ボーイング747-8 - 主翼端が後退角となっている。貨物型の747-8FはNCAの主力機である。
- ボーイング767-400ER - 保有している航空会社はデルタ航空など数少なく希少機体だが、時折成田空港路線に使用。
- ボーイング777-200LR/-300ER/-F
- ボーイング787 DREAM LINER
- P-8 ポセイドン - アメリカ海軍やインド海軍次期主力哨戒機になる。
- エアバス A330 neo - エアアジアグループやイラン航空などが次期主力機に選定。A350と同時新造生産。
- エアバスA350 XWB - 日本航空（JAL）・フィンランド航空などが次世代機に選んだA350は、翼端が反り返る形状が特徴的。
- エンブラエル E-Jet E2

### スパイラル型

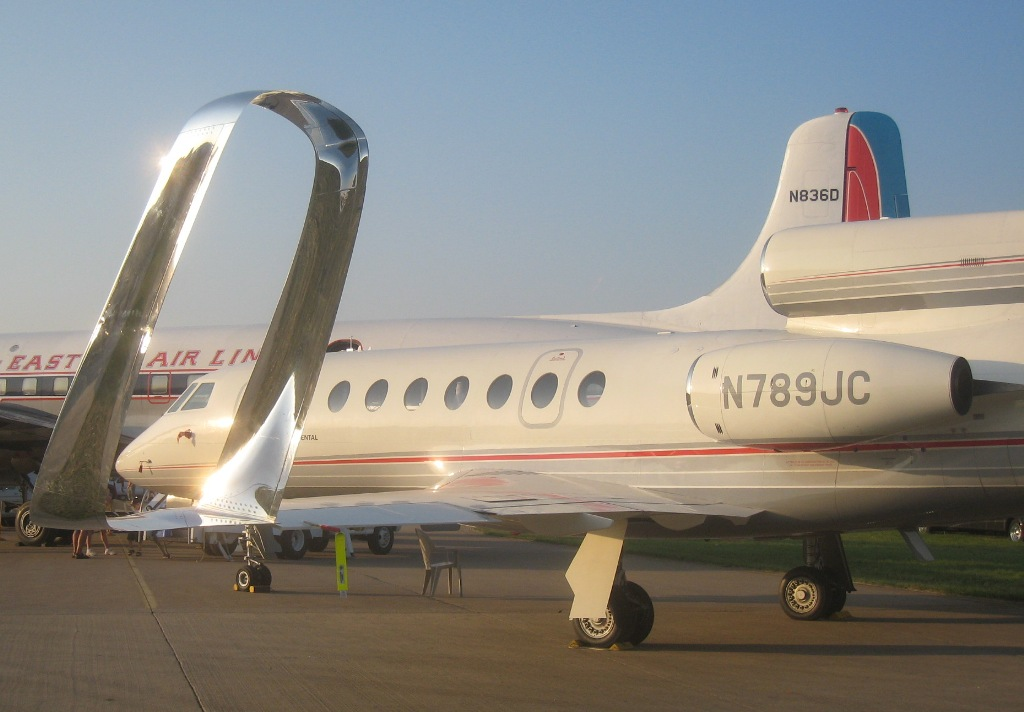
ダッソー ファルコン 50に取り付けられたSpiroid

ウィングレットの先端がらせん状に翼端へ繋がるSpiroidと呼ばれる形状。研究段階。

## レースへの応用

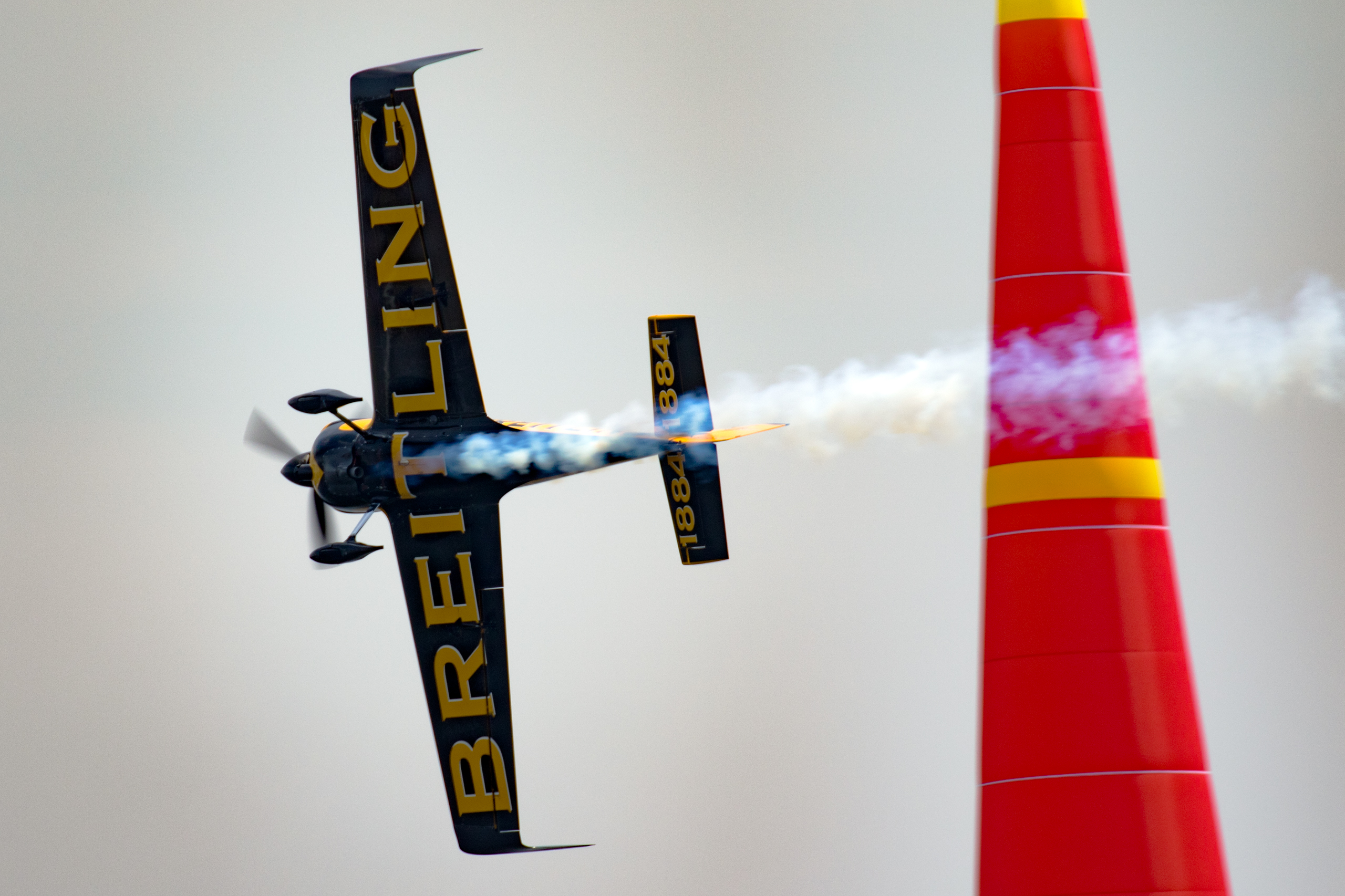
大型のウィングレットを追加したナイジェル・ラムのMXS-R

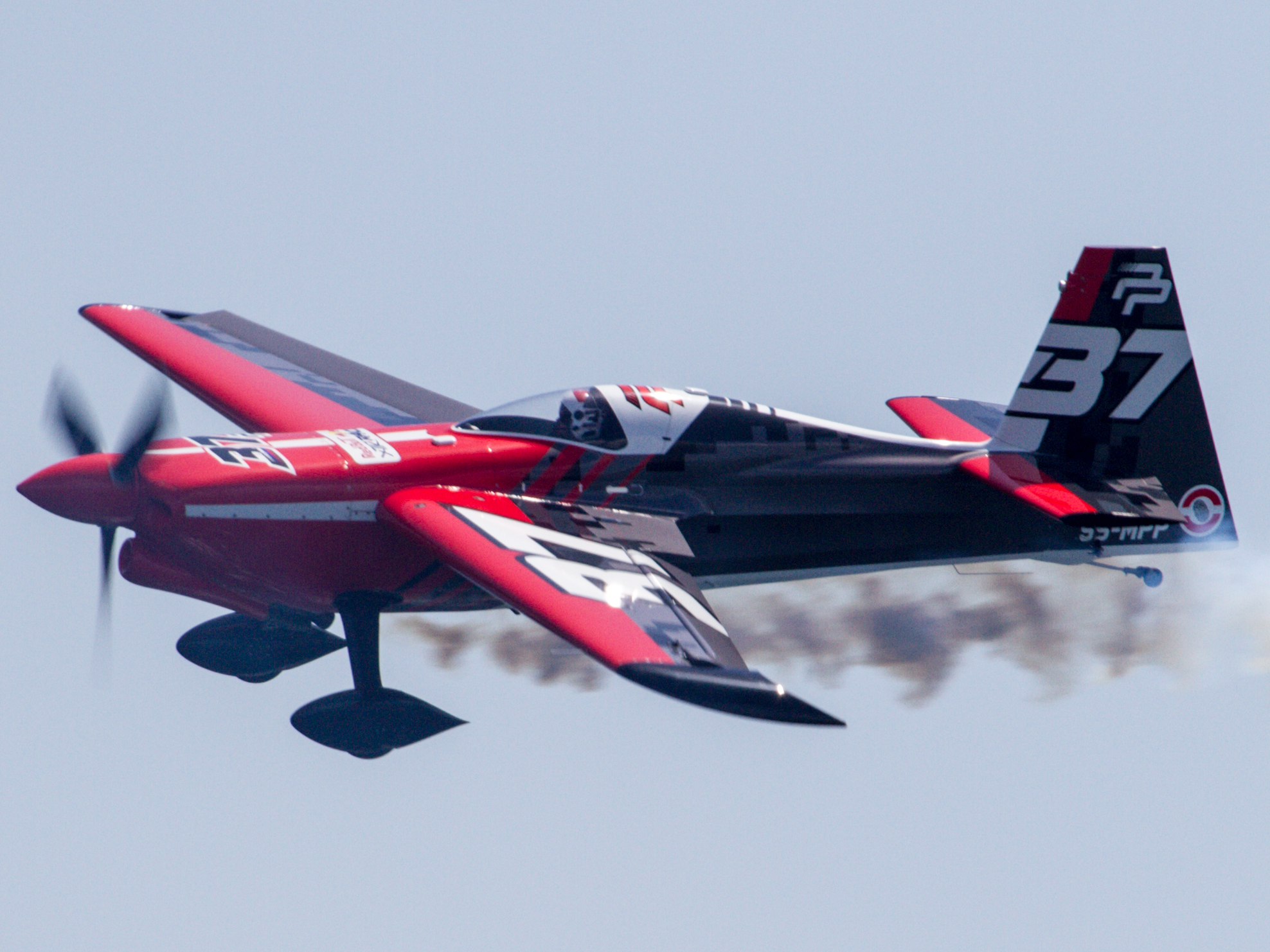
下向きのウィングレットを追加したピーター・ポドランセックのジブコ エッジ540

燃費を考慮せずターンも多いエアレースでは装着時の影響について議論がありマイク・マンゴールドが試行した程度だった。しかし2014年シーズンでナイジェル・ラムがウィングレットを追加して好成績を収めた翌シーズンから、大型のウィングレットやウィングチップ・フェンスを追加する選手が増えている。
ピーター・ポドランセックは下向きのウィングレットを採用している。